# Route nationale 19
Die Route nationale 19, kurz N19, ist eine französische Nationalstraße, die 1824 zwischen der N5 in Alfortville und der Schweizer Grenze bei Basel-Burgfelden festgelegt wurde. Sie geht auf die Route impériale 22 zurück. Ihre Länge betrug 489 Kilometer. 1837 wurde sie über Porte de la Gare nach Paris verlängert. An der Schweizer Grenze geht sie in die Hauptstraße 2 über, welche die ganze Schweiz bis zur italienischen Grenze bei Chiasso durchquert und dabei unter anderem den Gotthardpass überquert. In Italien setzt sich die Straße dann noch als Strada Statale 35 bis Genua fort. Während des Zweiten Weltkrieges wurde sie im besetzten Gebiet als Teil der Reichsstraße 34 festgelegt. 1978 wurde sie über die Trasse der N19bis bis zur Schweizer Grenze geführt. Das Stück zwischen Belfort und der N69 wurde abgestuft und von der N69 bis zur Schweizer Grenze wurde Teil der N266. 2006 wurde sie zwischen der Stadtgrenze von Paris und der neuen N406, sowie zwischen der Francilienne und Langres abgestuft. Eine weitere Abstufung betraf den Abschnitt beginnend im Territoire-de-Belfort bis zur Schweizer Grenze, da die N1019 gebaut wird, welche dann später zur N19 werden wird, sobald diese durchgängig zwischen der Schweizer A6 und dem gegenwärtigen Ende der N19 bei Belfort ist.

## N1019
Bei der N1019 handelte es sich um eine Verdoppelung der N19. Sie wird zwischen der Schweizer A16 und der D438 des Département Haute-Saône als Schnellstraße gebaut und verläuft parallel zu der abgestuften Trasse der N19bis zwischen Belfort und Delle. Nachdem sie vollständig erbaut wurde, ist sie (2019) samt der Schnellstraße D438 zur N19 umnummeriert worden.
Zum Verlauf siehe: Route nationale 1019